# Front d'Alliberament Nacional de Jammu i Caixmir
El Front d'Alliberament Nacional de Jammu i Caixmir és un partit polític format el 1966 i que va existir fins al 1977.
L'agost de 1965 la Conferència Nacional de Jammu i Caixmir de Shaikh Abdullah fou apartada del poder. Després de la guerra amb Pakistan (1965) i la declaració de Taixkent (1966) Sheikh Abdullah i Maqbool Butt van formar el segon Front del Plebiscit de Jammu i Caixmir i van crear un ala militar que es va dir Front d'Alliberament Nacional de Jammu i Caixmir. Maqbool Butt va entrar a Jammu i Caixmir el juny de 1966 però fou capturat i condemnat a mort el 1968, però amb l'ajut de la població va poder fugir. L'abril de 1967 es va formar el Jammu Autonomy Forum reclamant autonomia regional. El 1971 un avió indi fou segrestat i desviat a Lahore, acció reivindicada per Maqbool Butt
El 1974 Índia va arribar a un acord amb Shaikh Abdullah que va tornar al poder el 1975 i es va pronunciar per l'autonomia especial dins l'Índia. El 1976 Maqbool Butt fou arrestat al tornat a Caixmir; el vicepresident Amanullah Khan va fugir a Anglaterra on va fundar el Front d'Alliberament de Jammu i Caixmir, continuacíó realment del Front d'Alliberament Nacional de Jammu i Caixmir.
Formalment fou dissolt el 1981. Butt fou penjat pels indis.